# Hörspielmuseum (Gut Hasselburg)
Das Hörspielmuseum (Eigenschreibweise: HÖR.SPIEL Museum) wurde 2020 nach langen Vorplanungen realisiert und im Sommer 2021 auf dem Kultur Gut Hasselburg (bei Neustadt in Holstein) eröffnet. Auf dem Kultur Gut Hasselburg gibt es inzwischen eine andere Nutzungsausrichtung, sodass das HÖR.SPIEL Museum nun nach Kassel in das Palais Bellevue umgesiedelt ist.

## Geschichte
Eröffnet wurde das Museum am 20. August 2021, Betreiber ist die Stahlberg Stiftung. Das Museum, das auch als Kindermuseum konzipiert ist, möchte Kindern und Erwachsenen die über 100-jährige Geschichte des Mediums Hörspiel nahebringen. 
Initiiert wurde es von Hörspielproduzentin Heikedine Körting und Schauspielerin und Regisseurin Sandra Keck. Es gibt verschiedene interaktive Stationen, die bespielt werden können, unter anderem können Geräusche ausprobiert, ein Stummfilm vertont und ein eigenes Hörspiel aufgenommen werden. Des Weiteren gibt es das „Körting-Kabinett“, in dem zahlreiche Exponate aus der Geschichte des Hörspiels, des Labels Europa und der Drei ??? zu sehen sind.